# Ałatau (miasto)
Ałatau (kaz. Алатау) – miasto w Kazachstanie, w obwodzie ałmackimkim, ok. 47 km na północ od Ałmaty, niedaleko Zbiornika Kapszagajskiego. 
Wieś powstała w 1873 roku. W czasach radziecki były to dwie miejscowości: Nikołajewka i Żetygen. W 2024 roku Żetygen otrzymało prawa miejskie i zostało przemianowane na Ałatau.
W 1946 roku w miejscowości urodził się kazachski polityk i minister spraw zagranicznych Kanat Saudabajew.